# Romániai politikai szervezetek listája
Romániában többpártrendszer van számos politikai párttal. A jelenlegi rendszer az 1989-es forradalom után az 1991-es új alkotmány elfogadásával alakult ki.
Az 1990-es évek kezdete óta a parlamenti pártok száma csökkent. A fő pártokat nagyjából liberális, szociáldemokrata és konzervatív „családokat” alkotnak. A szélsőséges csoportok viszonylag kevéssé reprezentáltak.

## Jogi háttér
Románia alkotmányának 40. cikke kimondja, hogy az állampolgárok szabadon csatlakozhatnak politikai pártokhoz, a bírók, katonák, rendőrök és egyéb köztisztviselők kivételével. Ugyanaz a cikk tiltja az olyan pártokat, amelyek a pluralizmus, a jogállam, illetve Románia szuverenitása és területi épsége ellen kampányolnak. A pártokra a 14/2003 törvény vonatkozik; eredetileg a pártok bejegyzéséhez legalább 25 000 támogató kellett legalább 18 megyéből. 2015. februárban azonban a be nem jegyzett Romániai Kalózpárt panaszt emelt az alkotmánybíróságon, azzal érvelve, hogy ezek a követelmények megsértik az egyesülési szabadság alkotmányos előírását. Az alkotmánybíróság alkotmányellenesnek minősítette ezeket a korlátozásokat, és a parlament 2015. május 6-án módosította a törvényt, amely immár három aláírással is lehetővé teszi a politikai pártok megalakítását.

## Parlamenti pártok
A 2024-es parlamenti választások eredményeként parlamenti képviselettel rendelkező politikai pártok a megalakulás éve szerint rendezve:
| Név | Rövidítés | Alapítás | Vezető(k) neve           | Képviselők száma | Szenátorok száma | EP-képviselők száma | Európai pártcsalád                                  |
| --- | --------- | -------- | ------------------------ | ---------------- | ---------------- | ------------------- | --------------------------------------------------- |
| Romániai Magyar Demokrata Szövetség (románul: Uniunea Democrată Maghiară din România) (magyarul: Romániai Magyar Demokrata Szövetség) | UDMR      | 1989     | Kelemen Hunor            | 22               | 10               | 2                   | Európai Néppárt                                     |
| Nemzeti Liberális Párt (románul: Partidul Național Liberal)                                                                           | PNL       | 1875     | Ilie Bolojan             | 50               | 22               | 8                   | Európai Néppárt                                     |
| Szociáldemokrata Párt (románul: Partidul Social Democrat)                                                                             | PSD       | 2001     | Sorin Grindeanu          | 93               | 38               | 11                  | Európai Szocialisták Pártja                         |
| Mentsétek meg Romániát Szövetség (románul: Uniunea Salvați România)                                                                   | USR       | 2016     | Dominic Fritz            | 40               | 19               | 2                   | Liberálisok és Demokraták Szövetsége Európáért Párt |
| Románok Egyesüléséért Szövetség (románul: Alianța pentru Unirea Românilor)                                                            | AUR       | 2019     | George Simion            | 61               | 28               | 3                   | Konzervatívok és Reformisták Szövetsége Európában   |
| S. O. S Románia (románul: SOS România )                                                                                               | SOS RO    | 2021     | Diana Iovanovici-Șoșoacă | 17               | 0                | 2                   | nincs                                               |
| Fiatal emberek pártja (románul: Partidul Oamenilor Tineri )                                                                           | POT       | 2023     | Anamaria Gavrilă         | 14               | 0                | 0                   | nincs                                               |

### Az Európai Parlamentben képviselettel rendelkező pártok
A következő pártok csak az Európai Parlamentben rendelkeznek képviselettel, a román parlamentben nem:
| Név                                                      | Röviszerkesztés folyamatbandítés | Alapítva | Vezető          | EP-képviselők száma | Európai pártcsalád                   |
| -------------------------------------------------------- | -------------------------------- | -------- | --------------- | ------------------- | ------------------------------------ |
| Népi Mozgalom Párt (románul: Partidul Mișcarea Populară) | PMP                              | 2014     | Eugen Tomac     | 1                   | Újítsuk meg Európát                  |
| - Konzervatív akció                                      | ACT                              | 2025     | Claudiu Târziu  | 2                   | Európai Konzervatívok és Reformisták |
| Román Nemzeti Konzervatív Párt                           | PNCR                             | 2023     | Cristian Terheș | 1                   | Európai Konzervatívok és Reformisták |

## Parlamenten kívüli pártok
| Név                                                             | Rövidítés   | Alapítva | vezető(k)                                                  | Pozíció              | Ideológia |
| --------------------------------------------------------------- | ----------- | -------- | ---------------------------------------------------------- | -------------------- | --- |
| Román Szocialista Párt                                          | PSR         | 2003     | Constantin Rotaru                                          | Szélsőbaloldal       | Kommunizmus , Szocializmus |
| Szociális Igazságosság Pártja                                   | PJS         | 2025     | Bogdan Frîncu, Daria Petrache és Cristina Tărteață         | Baloldal             | Jóléti állam , társadalmi igazságosság , szabadság , társadalmi egyenlőség , politikai pluralizmus , társadalmi haladás , Részvételi demokrácia , generációk közötti szolidaritás , szuverenitás és nemzeti identitás , emberi méltóság , oktatás és haladás , átláthatóság és integritás |
| Demokrácia és Szolidaritás Pártja - DEMOS                       | Demos       | 2018     | Ionuț Tudor, Nona Șerbănescu és Claudiu Crăciun            | Baloldal             | Szakszervezeti mozgalom , Progresszivizmus , Jóléti állam , Feminizmus , Környezetvédelem , Politikai pluralizmus , Szociális alternatíva , Korrupcióellenesség |
| Egyesült Szociáldemokrata Párt                                  | PSDU        | 2023     | Oana Crețu                                                 | Balközép             | Szociáldemokrácia , Keresztény baloldal , Európa-pártiság , Progresszivizmus |
| ACUM párt                                                       | ACUM        | 2021     | Adela Maghear, Bogdan Barbu                                | Balközép             | Környezetvédelem , Zöldpolitika , Európa-pártiság |
| SENS párt                                                       | SENS        | 2023     | Macsut Andrei                                              | Balközép             | Progresszivizmus , Környezetvédelem, Zöldpolitika , Európa-pártiság |
| PRO Románia párt                                                | PRO România | 2018     | Victor Ponta                                               | Balközép             | Szociáldemokrácia , Szociálkonzervativizmus |
| Nemzeti Egységblokk                                             | BUN         | 2015     | Dorel Vulpoiu                                              | Balközép             | Szociáldemokrácia |
| ADER Románia                                                    | ADER        | 2018     | Orlando Culea                                              | Balközép             | Demokrácia |
| Volt Románia                                                    | Volt        | 2021     | Ciprian Sandu, Mihaela Sirițanu                            | Balközép             | Progresszivizmus , európai federalizmus , szociálliberalizmus |
| Nemzet Emberek Együtt Pártja                                    | NOI         | 2022     | Viorica Dăncilă                                            | Balközép             | Szociális konzervativizmus , Baloldali nacionalizmus , Izolacionizmus |
| Őszinteség, Becsület, Méltóság Pártja                           | C.O.D.      | 2023     | Bădină Ionuț                                               | Balközáp             | Szociáldemokrácia, környezetvédelem |
| Zöld Párt                                                       | PV          | 2022     | Marius Lazăr ésLavinia Cosma                               | Középtől balközépig  | Zöldpolitika , Európa-pártiság , Korrupcióellenesség |
| Igazság és Igazságosság Pártja                                  | PAD         | 2017     | Toroican Ioan                                              | Közép                | Kereszténydemokrácia |
| Szociálliberális Platform                                       | PSL         | 2019     | Ilan Laufer                                                | Közép                | Szociálliberalizmus |
| Államreform és Alapvető Jogok Védelméért Unió                   | USR.PDF     | 2023     | Tudor Benga                                                | Közép                | Szociálliberalizmus , gazdasági liberalizmus , európa-pártiság |
| Romániai Republikánus Párt                                      | PPR         | 2020     | Alexandru Coita                                            | Közép                | republikanizmus |
| Megújítjuk Románia európai projektjét                           | REPER       | 2022     | Camelia Sălcudean (ügyvivő )                               | Közép                | Szociálliberalizmus , európaiság , technokrácia , progresszivizmus |
| Igazság és Tisztelet Pártja Európában Mindenkinek               | DREPT       | 2023     | Alexandru Gâdiuta                                          | Közép                | Centrizmus , Korrupcióellenesség , Gyűjtőpárt |
| Szociálliberális Humanista Párt                                 | PUSL        | 2015     | Daniel Ionașcu                                             | Közép                | Pragmatikus humanizmus , protekcionizmus , populizmus |
| Új Románia Párt                                                 | PNR         | 2015     | Sebastian Popescu                                          | Közép                | Gazdasági liberalizmus , Liberális konzervativizmus |
| A Szabad Emberek Pártja                                         | POL         | 2015     | Dan Mașca, Radu Bălaș, Cătălin Hegheș, Eugen Tothpal       | Közép                | Progresszivizmus , részvételi demokrácia |
| Nemzeti Unió a Demokráciáért, az Emberiségért és a Tiszteletért | UNDOR       | 2020     | Cătălin Badiu                                              | Közép                | Humanizmus |
| Románia Akcióban Párt                                           | PRA         | 2022     | Mihai Apostolache                                          | Közép                | - |
| Az igazság ereje (románul: Forța Dreptei                        | FD          | 2021     | Ludovic Orban                                              | Jobbközép            | Konzervatív liberalizmus , kereszténydemokrácia |
| Egyesült Diaszpóra Párt                                         | PDU         | 2019     | Mocan Marius-Simion                                        | Jobbközép            | Liberalizmus , Európa-pártiság |
| Román Ökológiai Párt                                            | PER         | 1990     | Dănuț Pop                                                  | Jobbközép            | Zöld liberalizmus , Környezetvédelem |
| Monarchista Párt                                                | PM23        | 2017     | Christian Em. de Hillerin                                  | Jobbközép            | Alkotmányos monarchia |
| Nemzeti Erő Párt                                                | FN          | 2016     | Sorin Valeriu Naș                                          | Jobbközép            | Szuverenitás , Gazdasági nacionalizmus , Kereszténydemokrácia , Tradicionalizmus |
| Nemzeti Kereszténydemokrata Parasztpárt                         | PNȚ-CD      | 1989     | Aurelian Pavelescu                                         | Jobbközépről jobbra  | Kereszténydemokrácia , Nemzeti konzervativizmus, Monarchizmus , Agrárizmus , Szuverenitás , Euroszkepticizmus |
| Nemzeti Parasztszövetség                                        | ANȚ         | 2019     | Radu Ghidău                                                | Jobbközépről jobbra  | Kereszténydemokrácia , Szociálkonzervativizmus , Agrárizmus |
| Maniu-Mihalache Nemzeti Parasztpárt                             | PNȚMM       | 2019     | Mircea Taloș                                               | Jobbközépről jobbra  | Kereszténydemokrácia , monarchizmus , szociálkonzervativizmus , agrárizmus |
| Romániai Öko Párt (BÁTORSÁG Romániáért)                         | România ECO | 2021     | Cosette Chichirău                                          | Jobbközép            | Gazdasági liberalizmus , Mérsékelt nacionalizmus |
| Jogi Oktatási Egységpárt                                        | LEU         | 2022     | Andy Lupu                                                  | Jobbközép            | Mérsékelt nemzeti konzervativizmus |
| Erdélyi Magyar Szövetség                                        | AMT/ EMSZ   | 2022     | Zakariás Zoltán                                            | Jobb                 | A magyar kisebbség érdekei Székelyföld autonómiája Regionalizmus konzervativizmus |
| Nemzeti Szövetség a Reneszánszért és Fejlődésért                | ANRD        | 2024     | Mihai Vinereanu                                            | Jobb                 | Protekcionizmus , irredentizmus |
| Románok Romániáért Párt                                         | PRR         | 2022     | Nicolae Roman                                              | Jobb                 | konzervativizmus |
| Román Hazafiak Pártja                                           | PPR         | 2022     | Mihai Lasca                                                | Jobbtól szélsőjobbig | Román nacionalizmus , konzervativizmus , szuverenitás , euroszkepticizmus |
| Nagy-Románia Párt                                               | PRM         | 1991     | Victor Iovici                                              | Szélsőjobboldal      | Nemzeti konzervativizmus , román nacionalizmus , euroszkepticizmus |
| Racionális Románia Párt                                         | nincs adat  | 2019     | Liviu Cornel Popa, Gheorghe Voinea, Cristiana Johanna Popa | Jobbtól szélsőjobbig | Román nacionalizmus , Szociálkonzervativizmus , Jobboldali populizmus , Technokrácia |
| Nemzeti Mozgalom Pártja                                         | MN          | 2023     | Mihai Tîrnoveanu                                           |                      | Román nacionalizmus , kereszténydemokrácia , szociálkonzervativizmus , agrárizmus , |
| Új Jobboldali Párt                                              | ND          | 2015     | Constantin Nechita                                         | Szélsőjobboldal      | Román ultranacionalizmus , neolegionarizmus , keresztény fundamentalizmus |

## Fordítás
A fordítás alapjául Listă de partide politice din România című román Wikipédia-szócikk szolgált.
- Ez a szócikk részben vagy egészben  a   List of political parties in Romania című angol Wikipédia-szócikk ezen változatának fordításán alapul.  Az eredeti cikk szerkesztőit annak laptörténete sorolja fel. Ez a jelzés csupán a megfogalmazás eredetét és a szerzői jogokat jelzi, nem szolgál a cikkben szereplő információk forrásmegjelöléseként.